# Napomyza pallens
Napomyza pallens este o specie de muște din genul Napomyza, familia Agromyzidae, descrisă de Spencer în anul 1969. Conform Catalogue of Life specia Napomyza pallens nu are subspecii cunoscute.